# Кориця

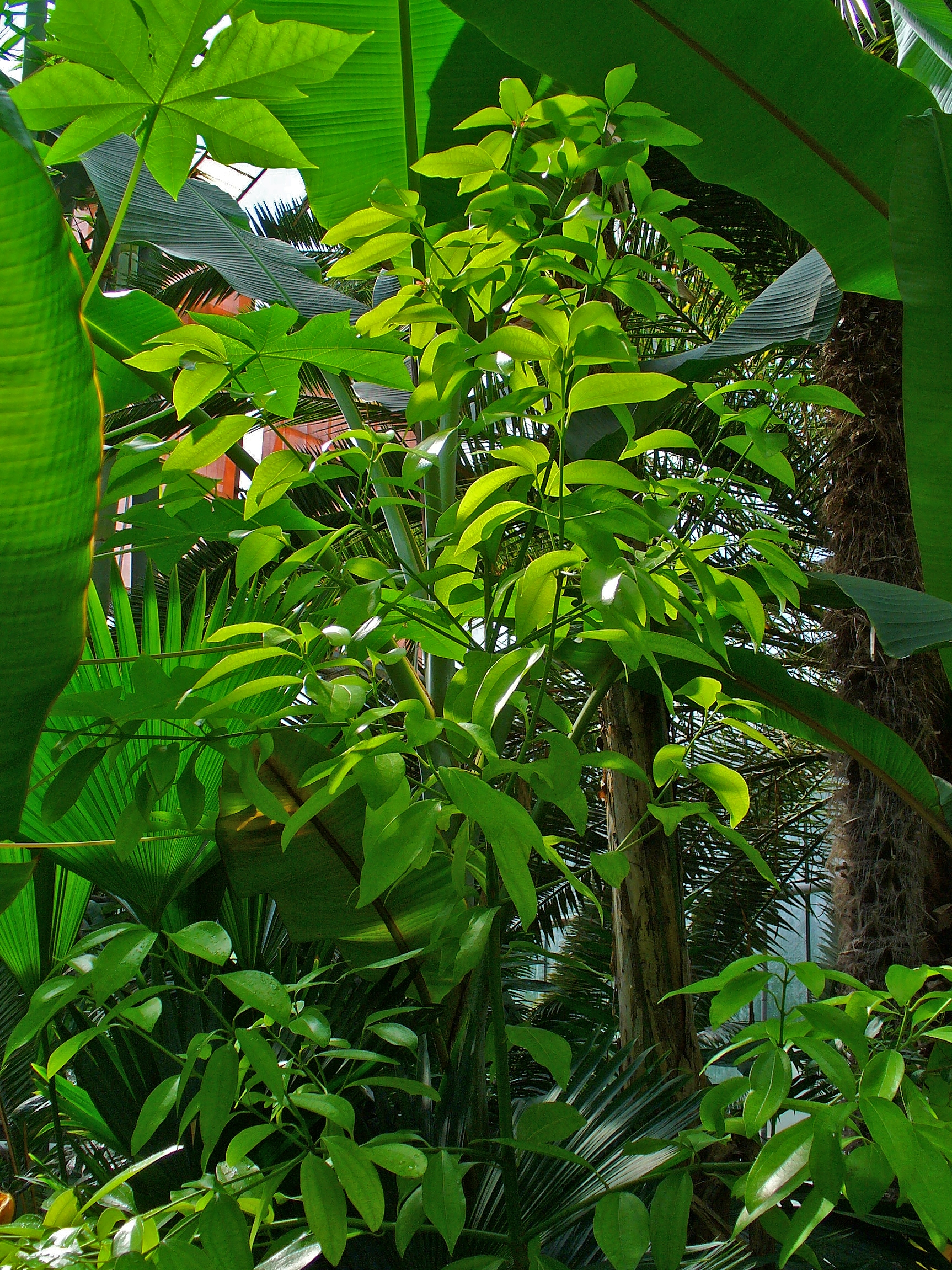
Загальний вид дерева, Ботанічний сад в Карлсруе, Німеччина

Кориця, або Цинамон (Cinnamomum verum) — невелике вічнозелене дерево 10–15 м заввишки, яке належить до родини лаврових (Lauraceae), росте в Шрі-Ланці та в Південній Індії.
Листя кориці — овально-довгасте, 7–18 см в довжину. Квіти з'єднані в суцвіття, зеленкуватого забарвлення з різким неприємним запахом. Плоди — невеликі фіолетові ягоди діаметром 1 см з однією насіниною.

## Біологічний опис
Вічнозелене дерево, при окультуренні — чагарник.
Гілки циліндричні, до верхівки тригранні.
Листки овально-довгасті, тупо або коротко загострені, 7–18 см в довжину, шкірясті, з 3–7 головними жилками.
Квіти зібрані у складне суцвіття (волоть), зеленуватого кольору і з досить неприємним запахом.
Плоди — фіолетові ягоди діаметром 1 см з єдиною насіниною.
Корицю вирощують протягом двох років, далі зрізують під корінь. Протягом наступного року на місці зрізу виростає близько десятка нових пагонів.
Згодом з них знімають кору, яку висушують і скручують при висиханні в трубочки, які ріжуть на шматки 5-10 см завдовжки.

## Поширення
Виростає в Шрі-Ланці. Натуралізована на Сейшельських островах, у Вест-Індії і в тропічній Азії. Корицю культивують усюди в тропічній зоні.
Найякіснішу корицю отримують в Шрі-Ланці, але рослини також вирощують в комерційних цілях на Яві, Суматрі, в західній Індії, Бразилії, В'єтнамі, на Мадагаскарі, в Єгипті. Шрі-ланкійську високоякісну корицю виготовляють із дуже тонкої м'якої кори ясно-жовтуватого або коричневого кольору. Вона має приємний аромат і незвично солодкий, теплий і приємний смак.

## Застосування

### Як прянощі

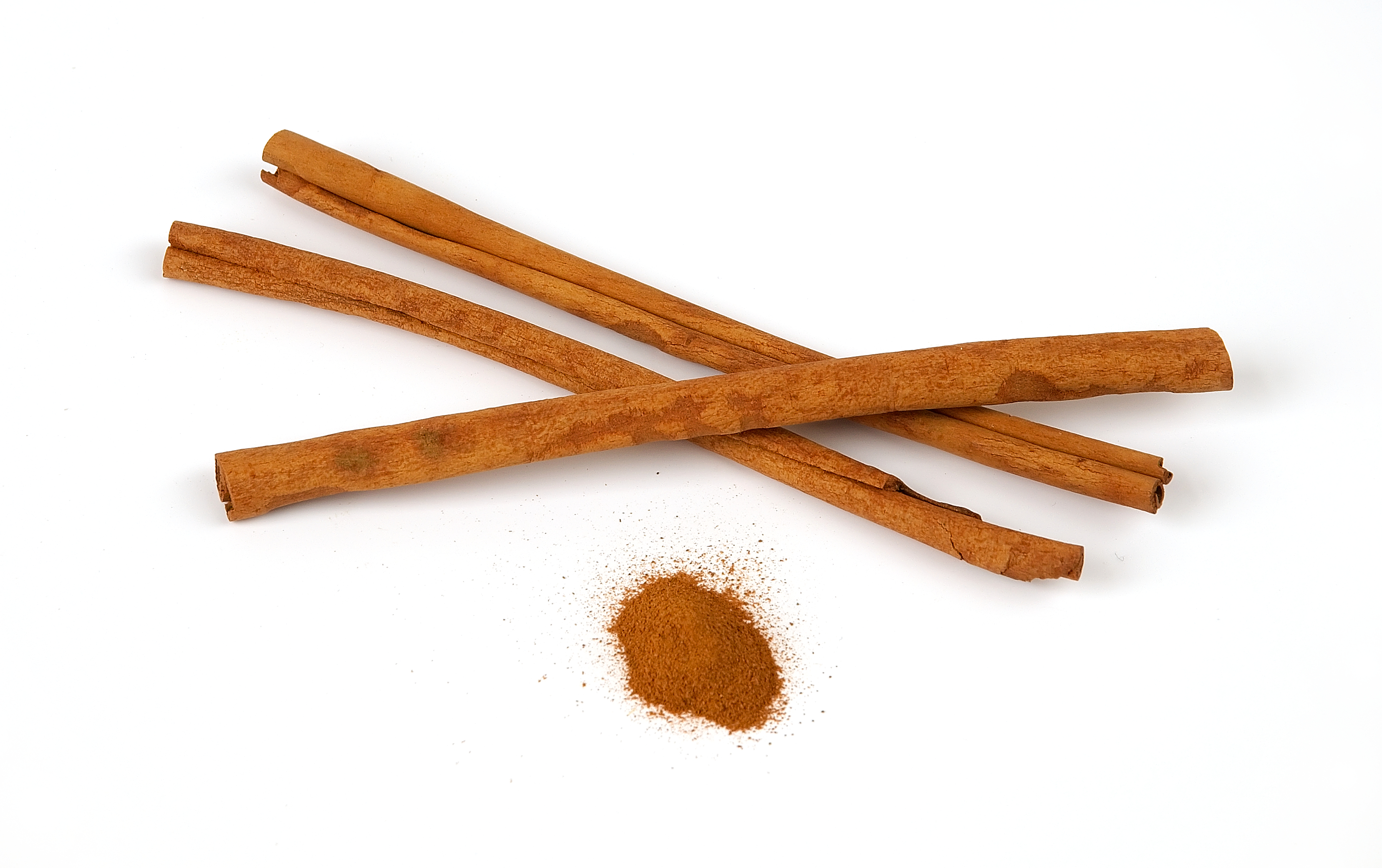
Кора кориці

Висушену кору дерева використовують як пряність. У продаж надходить у вигляді невеликих згортків сухої кори чи в меленому вигляді. Її використовують для приготування десертів, шоколаду, лікерів. Неодмінний складник гострих страв з курки чи баранини. Також додають до фруктових салатів, різноманітних каш. Корицю використовують для приготування маринадів.

### У медицині
У медицині та ароматерапії застосування кориці пов'язано насамперед з дією комплексу її летких ароматних речовин (ЛАР), частину з яких можна виділити у вигляді товарного продукту — ефірної олії. Екстракти і ефірна олія кориці є цінним компонентом ліків проти застуди.
Коричну олію використовують в мазях зігрівально-подразнювальної дії, проте її концентрація в них обмежена.
Вона має високі антимікробні та антиоксидантні властивості.

### У парфумерії
Ефірну олію з кориці використовують для виробництва парфумів.

## Історія

### Кориця в давнину
Кориця відома з часів давньої античності. Перша писемна згадка про цю спецію міститься у Єврейських писаннях Біблії (Вихід 30:24) де Мойсею наказано використати корицю і запашного очерету для виготовлення оливи для помазання; в книзі Приповістей 7: 17, 18 де ліжко коханки насичене запахом мирри, алое і кориці; у Пісні Пісень Соломона 4:14 пісня, в якій описується краса коханої, аромат кориці яким наповнений її одяг, — неначе запах Лівану. Кориця настільки цінувалась серед давніх народів, що вона розглядалась як подарунок, вартий монарха, і навіть подарунок, вартий бога.

### Кориця та касія
Назву «кориця» коректно відносити до виду Cinnamomum zeylonicum, також відомому як «кориця справжня». Однак, споріднену рослину касія (Cinnamomum aromaticum, китайське коричне дерево) іноді продають із написом «кориця», але її, на відміну від кориці справжньої, маркують «Індонезійська кориця» або «Фальшива кориця». Якщо використати тільки тонкий внутрішній шар кори кориці справжньої, можна отримати кращу, менш щільну і більш розсипчасту структуру. Корицю справжню вважають сильнішою і гострішою спецією. Касія зазвичай середньо- або темно-червонувато-коричневого кольору, а оскільки використовують усю кору, то її трубочки товщі (2-3 мм завтовшки) і за структурою більше нагадують дерево. Здебільшого кориця, яку продають у супермаркетах, насправді касія.
Два шматки кори відрізняються як зовні, так і за своїми хімічними характеристиками. При дії на порошок кори розчином йоду (перевірка на крохмаль) справжня високоякісна кориця дає лише невеликий ефект, тоді як порошок кори касії забарвлюється в темно-синій колір, інтенсивність якого залежить від концентрації касії.

## Синоніміка
Список складено на основі даних The Plant List (TPL).
- Camphorina cinnamomum (L.) Farw.
- Cinnamomum aromaticum J.Graham
- Cinnamomum barthii Lukman.
- Cinnamomum bengalense Lukman.
- Cinnamomum biafranum Lukman.
- Cinnamomum bonplandii Lukman.
- Cinnamomum boutonii Lukman.
- Cinnamomum capense Lukman.
- Cinnamomum cayennense Lukman.
- Cinnamomum cinnamomum (L.) Cockerell, nom. inval.
- Cinnamomum cinnamomum (L.) H.Karst., nom. inval.
- Cinnamomum commersonii Lukman.
- Cinnamomum cordifolium Lukman.
- Cinnamomum decandollei Lukman.
- Cinnamomum delessertii Lukman.
- Cinnamomum ellipticum Lukman.
- Cinnamomum erectum Lukman.
- Cinnamomum humboldtii Lukman.
- Cinnamomum iners Wight, nom. illeg.
- Cinnamomum karrouwa Lukman.
- Cinnamomum leptopus A.C.Sm.
- Cinnamomum leschenaultii Lukman.
- Cinnamomum madrassicum Lukman.
- Cinnamomum maheanum Lukman.
- Cinnamomum mauritianum Lukman.
- Cinnamomum meissneri Lukman.
- Cinnamomum ovatum Lukman.
- Cinnamomum pallasii Lukman.
- Cinnamomum pleei Lukman.
- Cinnamomum pourretii Lukman.
- Cinnamomum regelii Lukman.
- Cinnamomum roxburghii Lukman.
- Cinnamomum sieberi Lukman.
- Cinnamomum sonneratii Lukman.
- Cinnamomum vaillantii Lukman.
- Cinnamomum variabile Lukman.
- Cinnamomum wolkensteinii Lukman.
- Cinnamomum zeylanicum Blume, nom. illeg.
- Cinnamomum zeylanicum Breyn.
- Cinnamomum zollingeri Lukman.
- Laurus cinnamifera Stokes
- Laurus cinnamomea Salisb.
- Laurus cinnamomum L.
- Laurus montana Link ex Meisn.
- Laurus rigida Wall.
- Persea cinnamomum Spreng.

## Цікаві факти
У Данії існує традиція обсипати на 25-річчя молодих людей, що ще не стали до шлюбу, тертою корицею. Сильний та стійкий запах кориці має слугувати їм ознакою, що вони шукають пару.